# Praga-Południe
Praga-Południe (in lingua italiana: Praga meridionale) è una frazione di Varsavia situata nella parte centrale della città, sulla riva orientale del fiume Vistola.

## Storia
L'area di Praga-Południe fu abitata fin dal VII secolo. Ci sono tracce di insediamenti antecedenti a Varsavia stessa. Tuttavia il terreno paludoso causò più volte l'inondazione della zona, fino a quando non venne abbandonato non appena fu fondata Varsavia. Dal XVI secolo il quartiere si ripopolò, ma a causa della mancanza di comunicazioni con la capitale polacca (fino al XIX secolo non c'erano ponti permanenti sulla Vistola per accedervi) è diventato uno dei suoi più importanti sobborghi.
Condivideva il destino di una vasta area chiamata "Praga", ubicata nella parte orientale di Varsavia. Nel XVII secolo era un campo militare. Nel XVIII secolo la zona fu denominata il quartiere Saska Kępa (letteralmente "Montagna sassone") dal momento che le guardie sassoni dei re polacchi si trovavano di stanza lì. Fino all'inizio del XX secolo il territorio mantenne il suo carattere rurale. L'area diventò ufficialmente parte di Varsavia nel 1916. Divenne ben presto uno dei quartieri in più rapida crescita della capitale, e Saska Kępa divenne il centro storico del distretto. Tra il 1920 e il 1930 vi si trasferirono molti cittadini appartenenti al ceto medio di Varsavia.
Durante e dopo la seconda guerra mondiale questa parte della città non fu distrutta. Nonostante diversi piani, non è stata industrializzata, permettendo al distretto di mantenere gran parte del suo carattere originario: calmo e pacifico. Attualmente sono sorte nuove aree con appartamenti di lusso, ma le autorità locali non hanno intenzione di consentire un'ulteriore espansione edilizia per conservarne il carattere rurale.
Le principali attrazioni di Praga-Południe sono lo Stadion Narodowy (Stadio Nazionale), il Parco Skaryszewski, il lago Kamionek e la Riserva di Olszynka Grochowska nonché il campo dove venne combattuta la battaglia di Olszynka Grochowska nel 1831.